# Automolis jubdoensis
Automolis jubdoensis är en fjärilsart som beskrevs av Sergius G. Kiriakoff 1955. Automolis jubdoensis ingår i släktet Automolis och familjen björnspinnare. Inga underarter finns listade i Catalogue of Life.